# أرنولد شولتس
أرنولد شولتس (بالألمانية: Arnold Scholz)‏ (و. 1904 – 1942 م) هو رياضياتي، وأستاذ جامعي ألماني، ولد في تشارلوتنبرغ، توفي في فلنسبورغ، عن عمر يناهز 38 عاماً.

## التعليم
تعلم في جامعة هومبولت في برلين
.